# 1100 (numero)
Millecento (1100) è il numero naturale dopo il 1099 e prima del 1101.

## Proprietà matematiche
- È un numero pari.
- È un numero composto da 18 divisori: 1, 2, 4, 5, 10, 20, 22, 25, 44, 50, 55, 100, 110, 220, 275, 550, 1100. Poiché la somma dei suoi divisori (escluso il numero stesso) è 1504 > 1100, è un numero abbondante.
- È un numero ondulante nel sistema posizionale a base 7 (3131).
- È esprimibile come somma di una serie di quadrati consecutivi: 1100 = 82 + 92 + 102 + 112 + 122 + 132 + 142 + 152
- È un numero di Harshad nel sistema numerico decimale, cioè è divisibile per la somma delle sue cifre.
- È un numero semiperfetto in quanto pari alla somma di alcuni (o tutti) i suoi divisori.
- È un numero malvagio.
- È un numero pratico.
- È parte delle terne pitagoriche (105, 1100, 1105), (141, 1100, 1109), (308, 1060, 1100), (660, 880, 1100), (825, 1100, 1375), (960, 1100, 1460), (1008, 1100, 1492), (1100, 1155, 1595), (1100, 2295, 2545), (1100, 2379, 2621), (1100, 2640, 2860), (1100, 2925, 3125), (1100, 5445, 5555), (1100, 6000, 6100), (1100, 6831, 6919), (1100, 12075, 12125), (1100, 13728, 13772), (1100, 15105, 15145), (1100, 27489, 27511), (1100, 30240, 30260), (1100, 60495, 60505), (1100, 75621, 75629), (1100, 151248, 151252), (1100, 302499, 302501).

## Astronomia
- 1100 Arnica è un asteroide della fascia principale del sistema solare.

## Astronautica
- Cosmos 1100 è un satellite artificiale russo.

## Altri ambiti
- Il Nokia 1100 è un telefono cellulare della Nokia commercializzato a partire dal 2003.
- La 1100 è un'automobile prodotta dalla FIAT dal 1939 al 1969.
- La 1100 Sport è una motocicletta sportiva prodotta dalla Moto Guzzi tra il 1994 e il 2000.